# Arkada

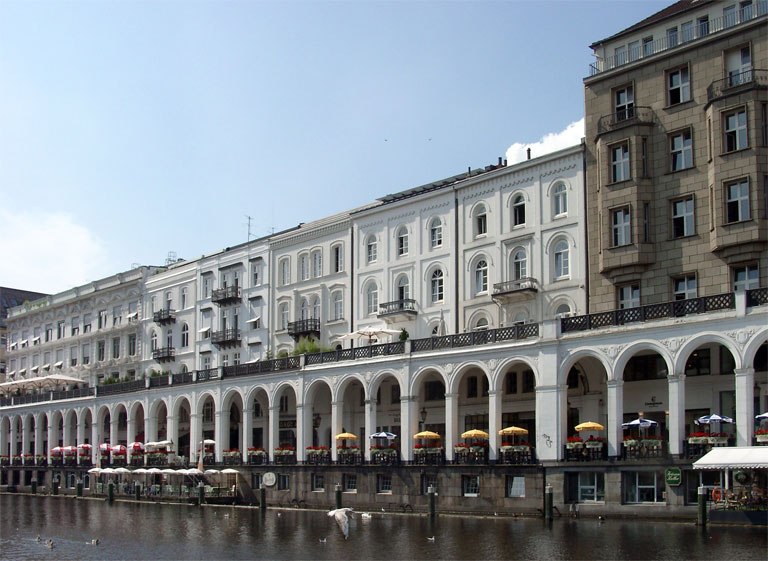
Arkady w Hamburgu

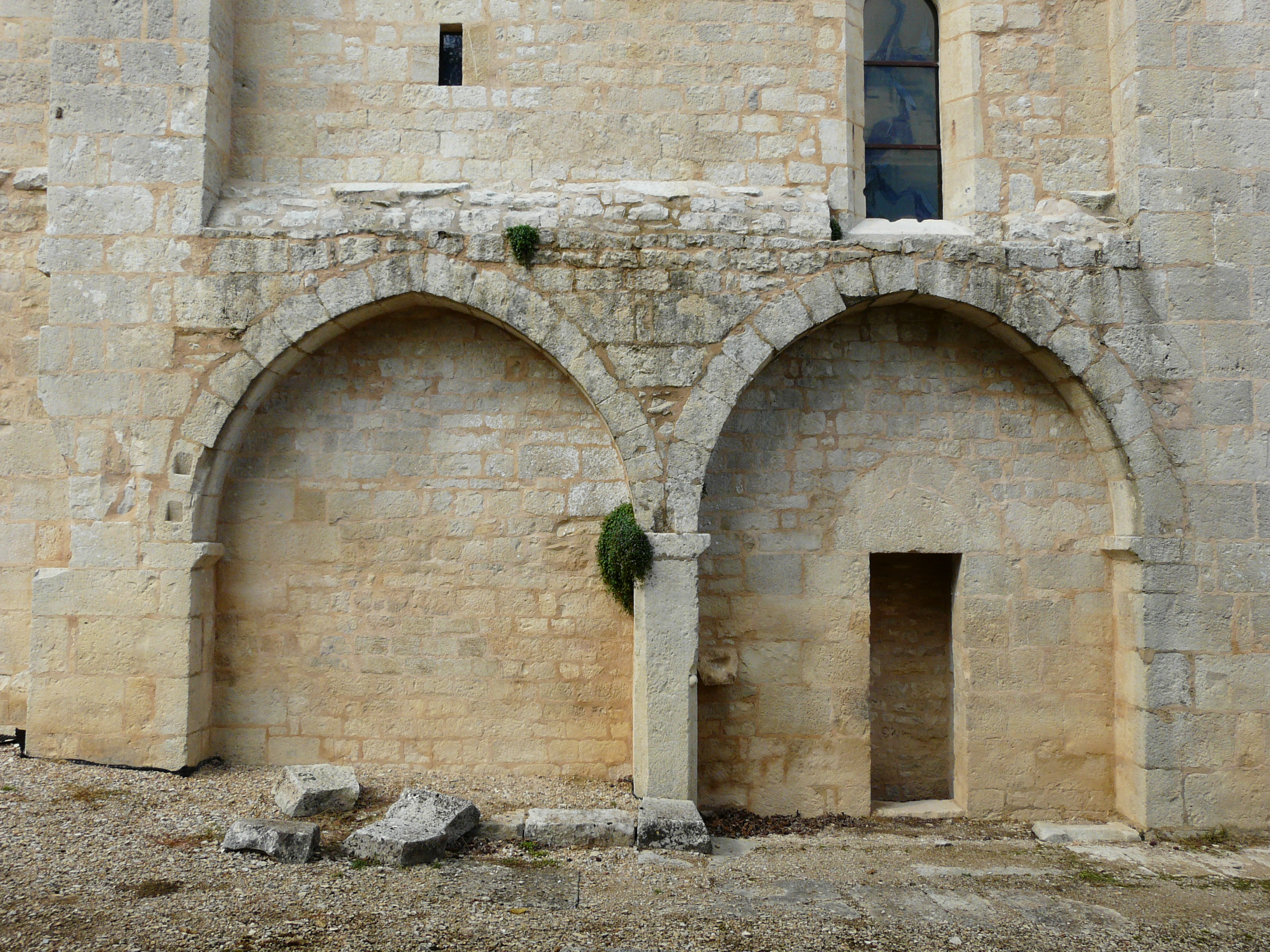
Ślepa arkada

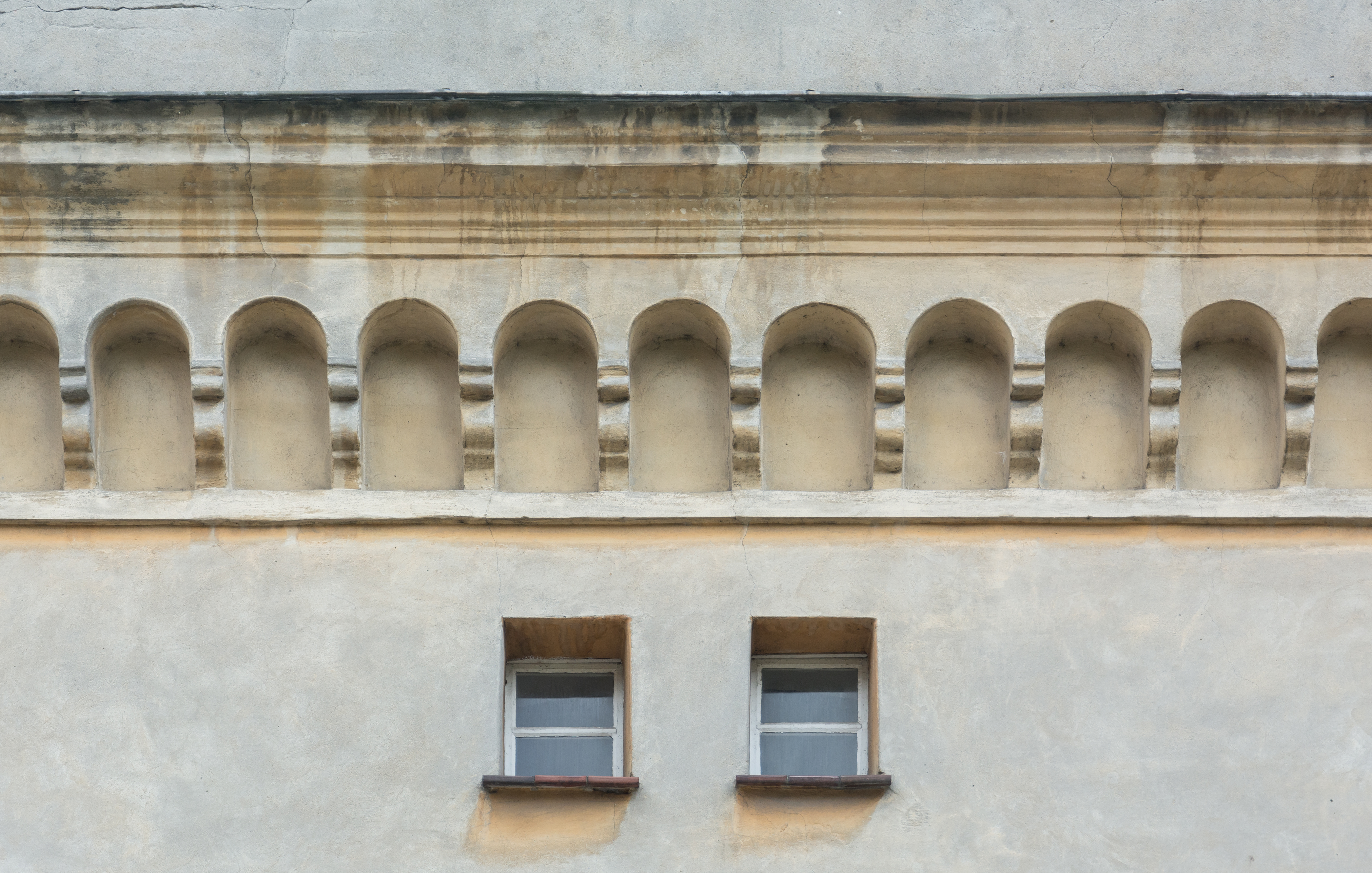
Gzyms arkadowy w Strzelinie

Arkada (łac. arcus - łuk) – element architektoniczny składający się z dwóch podpór (kolumn, słupów lub filarów), które zostały połączone u góry łukiem.
Arkada występuje w architekturze zarówno pojedynczo, jak i najczęściej w rzędzie, tworząc istotny składnik budowli. Znana jest od czasów starożytnego Rzymu, stosowana głównie w akweduktach, krużgankach, loggiach. 
Arkada ślepa, inaczej blenda arkadowa, to arkada z otworem zamkniętym ścianą, do której arkada przylega. Ciągi ślepych arkad stanowią czasem główny element fryzów (tzw. fryz arkadkowy) lub attyk.

## Podział
ze względu na rodzaj podpór wyróżnia się:
- filarowe
- kolumnowe
- filarowo-kolumnowe

ze względu na pełnioną funkcję wyróżnia się:
- arkady konstrukcyjne
- arkady dekoracyjne